# Eisenborn
Eisenborn (Luxemburgs: Eesebur) is een plaats in de gemeente Junglinster en het kanton Grevenmacher in Luxemburg.

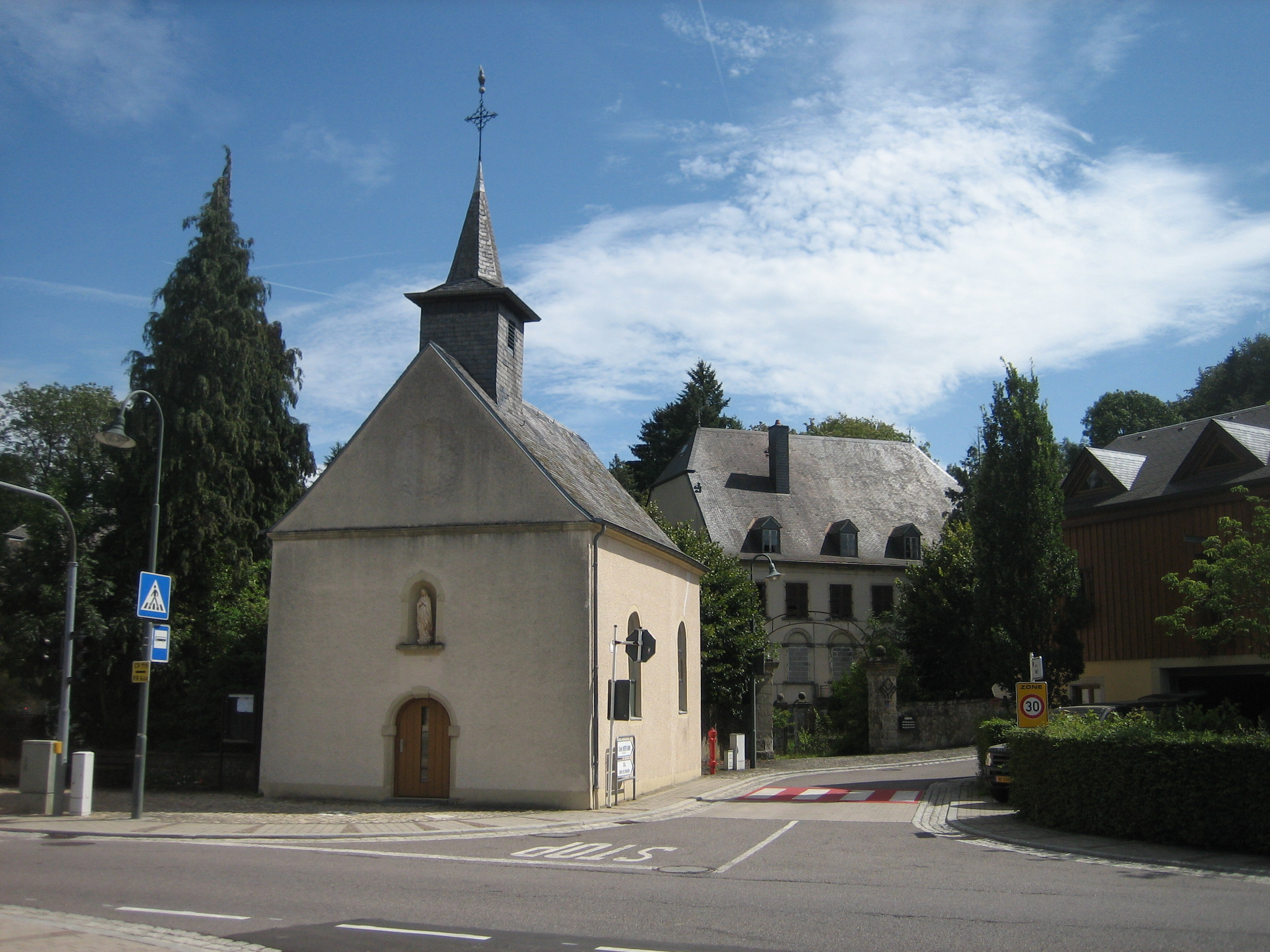
Kapel

Eisenborn telt 160 inwoners (2001).